# 16623 Muenzel
16623 Muenzel è un asteroide della fascia principale. Scoperto nel 1993, presenta un'orbita caratterizzata da un semiasse maggiore pari a 3,1572154 UA e da un'eccentricità di 0,1452038, inclinata di 4,24569° rispetto all'eclittica.